# Llista de presidents del Perú

Segell del Estat del Perú

El President del Perú és el cap d'Estat i de govern del Perú. Aquesta és una llista dels presidents que sota aquest o un altre títol han exercit la suprema magistratura del Perú al llarg de la seva història republicana, des de la seva independència fins a l'actualitat.
Des de 1821 que s'inicia la vida republicana, el Perú ha estat governat per diferents personatges que van des dels militarés que van lluitar per la independència, fins a persones de l'aristocràcia, passant per representants indígenes i de les minories ètniques del país.
La història republicana del Perú ha estat plena d'incidents, rebel·lions militars, cops d'estat i lluites civils. No ha estat una situació rara, llavors, que en determinat moment el president de la República hagi hagut de deixar un encarregat a palau mentre anava a sufocar un aixecament a l'interior del país. O el fet, també repetit, que existeixin dos -i fins i tot més- presidents governant al mateix temps.

## Presidents entre el1821i el1836
| #  | President                    | inici del govern | final del govern |
| 1  | José de San Martín           | 1821             | 1822             |
| 2  | José de La Mar               | 1822             | 1823             |
| 3  | Manuel Salazar y Baquijano   | 1822             | 1823             |
| 4  | José de la Riva Agüero       | 1823             | 1823             |
| 5  | José Bernardo de Torre Tagle | 1823             | 1824             |
| 6  | Simón Bolívar                | 1824             | 1826             |
| 7  | Andrés de Santa Cruz         | 1826             | 1827             |
| 8  | José de la Mar               | 1827             | 1829             |
| 9  | Agustín Gamarra              | 1829             | 1833             |
| 10 | Pedro Pablo Bermúdez         | 1834             | 1834             |
| 11 | Luis José de Orbegoso        | 1833             | 1835             |
| 12 | Felipe Santiago Salaverry    | 1835             | 1836             |

## Presidents de laConfederació Perú-Boliviana
En 1836, el sud del país es va declarar independent configurant l'Estat Sud-Peruà, amb el qual la República va passar a ser l'Estat Nord-Peruà. Els dos estats es van confederar al costat de la naixent República de Bolívia - abans Alt Perú - per formar la Confederació Perú-Boliviana. Durant aquest període, la prefectura de la Confederació requeia en el Protector Suprem, que era el mariscal Andrés de Santa Cruz. D'altra banda, la Prefectura del Govern de cada Estat residia en el seu propi president.
| #  | Cap de govern de la confederació | inici del govern | final del govern   |
| 13 | Andrés de Santa Cruz             | 1836             | 25 d'agost de 1838 |

## Presidents després de l'any 1838
| #   | Imatge                    | Nom                           | inici del govern       | final del govern       |
| 19  | Gamarra                   | Agustín Gamarra               | 25 d'agost de 1838     | 18 de novembre de 1841 |
| 20  | Manuel Menéndez           | Manuel Menéndez               | 18 de novembre de 1841 | 16 d'agost de 1842     |
| 21  | Juan Crisóstomo Torrico   | Juan Crisóstomo Torrico       | 16 d'agost de 1842     | 17 d'octubre de 1842   |
| 22  | Juan Francisco de Vidal   | Juan Francisco de Vidal       | 17 d'octubre de 1842   | 15 de març de 1843     |
| 23  | Perú                      | Justo Figuerola               | 15 de març de 1843     | 20 de març de 1843     |
| 24  | Manuel Ignacio de Vivanco | Manuel Ignacio de Vivanco     | 20 de març de 1843     | 17 de juny de 1844     |
| 25  | Domingo Nieto             | Domingo Nieto                 | 20 de març de 1843     | 17 de febrer de 1844   |
| 26  | Ramón Castilla            | Ramón Castilla                | 17 de febrer de 1844   | 10 d'agost de 1844     |
| 27  | Domingo Elías             | Domingo Elías                 | 17 de juny de 1844     | 10 d'agost de 1844     |
| '28 | Manuel Menéndez           | Manuel Menéndez               | 10 d'agost de 1844     | 11 d'agost de 1844     |
| 29  | Justo Figuerola           | Justo Figuerola               | 11 d'agost de 1844     | 7 d'octubre de 1844    |
| 30  | Manuel Menéndez           | Manuel Menéndez               | 7 d'octubre de 1844    | 20 d'abril de 1845     |
| 31  | Ramón Castilla            | Ramón Castilla                | 20 d'abril de 1845     | 20 d'abril de 1851     |
| 33  | José Rufino Echenique     | José Rufino Echenique         | 20 d'abril de 1851     | 5 de gener de 1855     |
| 34  | Ramón Castilla            | Ramón Castilla                | 5 de gener de 1855     | 24 d'octubre de 1862   |
| 35  | Miguel de San Román       | Miguel de San Román           | 24 d'octubre de 1862   | 3 d'abril de 1863      |
| 36  | Ramón Castilla            | Ramón Castilla                | 3 d'abril de 1863      | 9 d'abril de 1863      |
| 37  | Perú                      | Pedro Diez Canseco            | 3 d'abril de 1863      | 5 d'agost de 1863      |
| 38  | Juan Antonio Pezet        | Juan Antonio Pezet            | 5 d'agost de 1863      | 25 d'abril de 1865     |
| 39  | Mariano Prado             | Mariano Ignacio Prado         | 25 d'abril de 1865     | 24 de juny de 1865     |
| 40  | Juan Antonio Pezet        | Juan Antonio Pezet            | 24 de juny de 1865     | 8 de novembre de 1865  |
| 41  | Perú                      | Pedro Diez Canseco            | 8 de novembre de 1865  | 28 de novembre de 1865 |
| 42  | Mariano Prado             | Mariano Ignacio Prado         | 28 de novembre de 1865 | 8 de gener de 1868     |
| -   | Perú                      | Pedro Diez Canseco            | 8 de gener de 1868     | 2 d'agost de 1868      |
| 43  | José Balta                | José Balta                    | 2 d'agost de 1868      | 22 de juliol de 1872   |
| 44  | Tomás Gutiérrez           | Tomás Gutiérrez               | 22 de juliol de 1872   | 26 de juliol de 1872   |
| 45  | Perú                      | Francisco Diez Canseco        | 26 de juliol de 1872   | 26 de juliol de 1872   |
| 46  | Mariano Herencia Zevallos | Mariano Herencia Zevallos     | 27 de juliol de 1872   | 2 d'agost de 1872      |
| 47  | Manuel Pardo              | Manuel Pardo                  | 2 d'agost de 1872      | 2 d'agost de 1876      |
| 48  | Mariano Prado             | Mariano Ignacio Prado         | 2 d'agost de 1876      | 23 de desembre de 1879 |
| 49  | Perú                      | Nicolás de Piérola            | 23 de desembre de 1879 | 28 de novembre de 1881 |
| 50  | Francisco García Calderón | Francisco García Calderón     | 12 de març de 1881     | 28 de setembre de 1881 |
| 52  | Andrés Avelino Cáceres    | Andrés Avelino Cáceres        | 6 de novembre de 1881  | 25 de desembre de 1882 |
| 51  | Lizardo Montero Flores    | Lizardo Montero Flores        | 28 de setembre de 1881 | 28 d'octubre de 1883   |
| 53  | Perú                      | Miguel Iglesias Pino          | 1 d'abril de 1882      | 3 de desembre de 1885  |
| 54  | Perú                      | Antonio Arenas                | 3 de desembre de 1885  | 5 de juny de 1886      |
| 55  | Andrés Avelino Cáceres    | Andrés Avelino Cáceres        | 5 de juny de 1886      | 10 d'agost de 1890     |
| 56  | Remigio Morales Bermúdez  | Remigio Morales Bermúdez      | 10 d'agost de 1890     | 1 d'abril de 1894      |
| 57  | Justiniano Borgoño        | Justiniano Borgoño            | 1 d'abril de 1894      | 10 d'agost de 1894     |
| 58  | Andrés Avelino Cáceres    | Andrés Avelino Cáceres        | 10 d'agost de 1894     | 20 de març de 1895     |
| 59  | Manuel Candamo            | Manuel Candamo                | 20 de març de 1895     | 8 de setembre de 1895  |
| 60  | Perú                      | Nicolás de Piérola Villena    | 8 de setembre de 1895  | 8 de setembre de 1899  |
| 61  | Perú                      | Eduardo López de Romaña       | 8 de setembre de 1899  | 8 de setembre de 1903  |
| 62  | Manuel Candamo            | Manuel Candamo                | 8 de setembre de 1903  | 7 de maig de 1904      |
| 63  | Serapio Calderón          | Serapio Calderón              | 7 de maig de 1904      | 24 de setembre de 1904 |
| 64  | José Pardo y Barreda      | José Pardo y Barreda          | 24 de setembre de 1904 | 24 de setembre de 1908 |
| 65  |                           | Augusto B. Leguía y Salcedo   | 24 de setembre de 1908 | 24 de setembre de 1912 |
| 66  |                           | Guillermo Billinghurst        | 24 de setembre de 1912 | 4 de febrer de 1914    |
| 67  | Óscar Benavides           | Óscar Benavides               | 4 de febrer de 1914    | 18 d'agost de 1915     |
| 68  | José Pardo y Barreda      | José Pardo y Barreda          | 18 d'agost de 1915     | 4 de juliol de 1919    |
| 69  |                           | Augusto B. Leguía y Salcedo   | 4 de juliol de 1919    | 25 d'agost de 1930     |
| 70  | Perú                      | Manuel María Ponce Brousset   | 25 d'agost de 1930     | 27 d'agost de 1930     |
| 71  | Luis Miguel Sánchez Cerro | Luis Miguel Sánchez Cerro     | 27 d'agost de 1930     | 1 de març de 1931      |
| 72  | Perú                      | Ricardo Leoncio Elías Arias   | 1 de març de 1931      | 5 de març de 1931      |
| 73  | Perú                      | Gustavo Jiménez               | 5 de març de 1931      | 11 de març de 1931     |
| 74  | David Samanez Ocampo      | David Samanez Ocampo          | 11 de març de 1931     | 8 de desembre de 1931  |
| 75  | Luis Miguel Sánchez Cerro | Luis Miguel Sánchez Cerro     | 8 de desembre de 1931  | 30 d'abril de 1933     |
| 76  | Óscar Benavides           | Óscar Benavides               | 30 d'abril de 1933     | 8 de desembre de 1939  |
| 77  | Manuel Prado y Ugarteche  | Manuel Prado y Ugarteche      | 8 de desembre de 1939  | 28 de juliol de 1945   |
| 78  | Perú                      | José Luis Bustamante y Rivero | 28 de juliol de 1945   | 29 d'octubre de 1948   |
| 79  | Perú                      | Manuel Odría                  | 29 d'octubre de 1948   | 1 de juny de 1950      |
| 80  |                           | Zenón Noriega Agüero          | 1 de juny de 1950      | 28 de juliol de 1950   |
| 81  | Perú                      | Manuel Odría                  | 28 de juliol de 1950   | 28 de juliol de 1956   |
| 82  | Manuel Prado y Ugarteche  | Manuel Prado y Ugarteche      | 28 de juliol de 1956   | 18 de juliol de 1962   |
| 83  | Perú                      | Ricardo Pérez Godoy           | 18 de juliol de 1962   | 3 de març de 1963      |
| 84  | Perú                      | Nicolás Lindley               | 3 de març de 1963      | 28 de juliol de 1963   |
| 85  | Perú                      | Fernando Belaúnde Terry       | 28 de juliol de 1963   | 3 d'octubre de 1968    |
| 86  | Perú                      | Juan Velasco Alvarado         | 3 d'octubre de 1968    | 30 d'agost de 1975     |
| 87  | Perú                      | Francisco Morales Bermúdez    | 30 d'agost de 1975     | 28 de juliol de 1980   |
| 88  | Perú                      | Fernando Belaúnde Terry       | 28 de juliol de 1980   | 28 de juliol de 1985   |
| 89  | Alan García               | Alan García Pérez             | 28 de juliol de 1985   | 28 de juliol de 1990   |
| 90  | Alberto Fujimori          | Alberto Fujimori              | 28 de juliol de 1990   | 22 de novembre de 2000 |
| 91  |                           | Valentín Paniagua             | 22 de novembre de 2000 | 28 de juliol de 2001   |
| 92  | Alejandro Toledo          | Alejandro Toledo              | 28 de juliol de 2001   | 28 de juliol de 2006   |
| 93  | Alan García               | Alan García Pérez             | 28 de juliol de 2006   | 28 de juliol de 2011   |
| 94  | Ollanta Humala            | Ollanta Humala                | 28 de juliol de 2011   | 28 de juliol de 2016   |
| 95  | Pedro Pablo Kuczynski     | Pedro Pablo Kuczynski         | 28 de juliol de 2016   | 22 de març de 2018     |
| 96  | Martín Vizcarra           | Martín Vizcarra               | 23 de març de 2018     | 9 de novembre de 2020  |
| 97  | Manuel Merino             | Manuel Merino                 | 10 de novembre de 2020 | 15 de novembre de 2020 |
| 98  | Francisco Sagasti         | Francisco Sagasti             | 17 de novembre de 2020 | 28 juliol 2021         |
| 99  | Francisco Sagasti         | Pedro Castillo                | 28 juliol 2021         | 7 desembre 2022        |
| 100 | Francisco Sagasti         | Dina Boluarte                 | 7 desembre 2022        | actualitat             |